# Kill Devil Hills
Kill Devil Hills – miasto w Stanach Zjednoczonych, w stanie Karolina Północna, w hrabstwie Dare.

## Geografia
Kill Devil Hills znajduje się w łańcuchu wysp barierowych zwanych Outer Banks.
Miasto posiada powierzchnię 14 km2.

## Wright Brothers National Memorial
W Kill Devil Hills znajduje się pomnik upamiętniający pierwszy kontrolowany 12-sekundowy lot samolotem dokonany przez Braci Wright. Lot ten miał miejsce w czwartek, 17 grudnia 1903 roku. W tym czasie miasteczko Kill Devil Hills jeszcze nie istniało. Prawa miejskie uzyskało w roku 1953. Często za miejsce pierwszego lotu uznaje się zatem Kitty Hawk, znajdujące się 6 kilometrów na północ od Kill Devil Hills, które w 1903 roku, było najbliższą zamieszkałą osadą.